# Йонсен, Мариус
Мариус Йонсен (норв. Marius Johnsen; род. 28 августа 1981, Кристиансанн, Вест-Агдер) — норвежский футболист, игравший на позиции защитника. Младший брат Эспена Йонсена, также футболиста, выступавшего на позиции вратаря.

## Карьера
Воспитанник школы клуба «Вигор». В январе 2003 года перешёл в команду «Старт» Типпелиги. С командой завоевал серебряные медали чемпионата Норвегии в 2005 году и участвовал в кубке УЕФА 2006/07. 2 января 2007 до конца сезона перешёл в немецкий «Кёльн» на правах аренды (у него истекал срок контракта со «Стартом»). 26 января дебютировал против «Ваккера» из Бургхаузена (3:1). 27 апреля 2007 контракт был аннулирован: запрошенная Магнусом сумма в 800 тысяч евро для продления контракта оказалась слишком большой для клуба. Летом он перешёл в «Лиллестрём», откуда ушёл после серии травм. Завершил карьеру в 2010 году.
В сборной дебютировал в 2005 году. Провёл 7 игр.

## Личная жизнь
Окончил факультет религии, философии и истории Университета Агдера. Собирается работать преподавателем истории мира и основ религиозных культур. Прихожанин Евангелистской лютеранской свободной церкви, как и его брат Эспен.

## Статистика

### Выступления за клубы
| Сезон     | Клуб       | Дивизион          | Лига | Лига | Кубок | Кубок | Итого | Итого |
| Сезон     | Клуб       | Дивизион          | Игры | Голы | Игры  | Голы  | Игры  | Голы  |
| --------- | ---------- | ----------------- | ---- | ---- | ----- | ----- | ----- | ----- |
| 2002      | Старт      | Типпелига         | 14   | 0    | 3     | 1     | 17    | 1     |
| 2003      | Старт      | Адекколига        | 29   | 10   | 1     | 0     | 30    | 10    |
| 2004      | Старт      | Адекколига        | 30   | 8    | 0     | 0     | 30    | 8     |
| 2005      | Старт      | Типпелига         | 25   | 8    | 3     | 0     | 28    | 8     |
| 2006      | Старт      | Типпелига         | 24   | 4    | 4     | 1     | 28    | 5     |
| 2006/2007 | Кёльн      | Вторая Бундеслига | 12   | 0    | 0     | 0     | 12    | 0     |
| 2007      | Лиллестрём | Типпелига         | 9    | 0    | 2     | 0     | 11    | 0     |
| 2008      | Лиллестрём | Типпелига         | 3    | 0    | 0     | 0     | 3     | 0     |
| 2009      | Лиллестрём | Типпелига         | 17   | 2    | 2     | 1     | 19    | 3     |
| 2010      | Лиллестрём | Типпелига         | 1    | 0    | 1     | 0     | 2     | 0     |
| Итого     | Итого      | Итого             | 164  | 32   | 16    | 3     | 180   | 35    |

### Матчи Йонсена за сборную Норвегии
| Матчи Йонсена за сборную Норвегии | Матчи Йонсена за сборную Норвегии | Матчи Йонсена за сборную Норвегии | Матчи Йонсена за сборную Норвегии | Матчи Йонсена за сборную Норвегии | Матчи Йонсена за сборную Норвегии |
| --------------------------------- | --------------------------------- | --------------------------------- | --------------------------------- | --------------------------------- | --------------------------------- |
| №                                 | Дата                              | Соперник                          | Счёт                              | Голы Йонсена                      | Соревнование                      |
| 1                                 | 24 мая 2005                       | Коста-Рика                        | 1:0                               | —                                 | Товарищеский матч                 |
| 2                                 | 8 июня 2005                       | Швеция                            | 3:2                               | —                                 | Товарищеский матч                 |
| 3                                 | 8 октября 2005                    | Молдова                           | 1:0                               | —                                 | Чемпионат мира 2006 (отбор)       |
| 4                                 | 16 ноября 2005                    | Чехия                             | 0:1                               | —                                 | Чемпионат мира 2006 (отбор)       |
| 5                                 | 2 сентября 2006                   | Венгрия                           | 4:1                               | —                                 | Чемпионат Европы 2008 (отбор)     |
| 6                                 | 6 сентября 2006                   | Молдова                           | 2:0                               | —                                 | Чемпионат Европы 2008 (отбор)     |
| 7                                 | 7 февраля 2007                    | Хорватия                          | 1:2                               | —                                 | Товарищеский матч                 |

Итого: 7 матчей / 0 голов; 5 побед, 0 ничьих, 2 поражения.